# Matt Holland
Matthew ("Matt") Rhys Holland (Bury, 11 april 1974) is een voormalig Iers voetballer die als middenvelder speelde.
Holland begon zijn loopbaan bij West Ham United en speelde hierna voor AFC Bournemouth en Ipswich Town. Hij beëindigde zijn loopbaan in 2009 bij Charlton Athletic. Hij kwam 49 keer uit voor Ierland en speelde op het WK in 2002 in Japan en Zuid-Korea. Daar scoorde hij in Ierlands eerste groepswedstrijd tegen Kameroen (1-1).